# Rolena Adorno

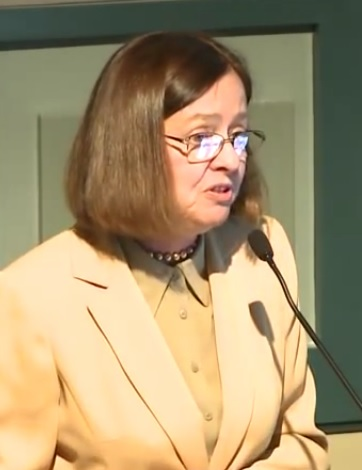
Rolena Adorno

Rolena Adorno, geborene Klahn, (* 5. November 1942) ist eine US-amerikanische Literaturwissenschaftlerin und Historikerin, die die koloniale Literatur und Geschichte des Andenraums erforscht.

## Lebensweg
Nach einem Studium an der University of Iowa und ihrem Doktorat an der Cornell University (1974) erhielt sie einen Lehrstuhl und hatte die Sterling-Professur für Spanische und Portugiesische Literatur an der Yale University, New Haven, Connecticut, USA. Ihr Schwerpunkt liegt auf  den Themen „Spanisch-amerikanische koloniale Literatur und Geschichte“, „Ursprünge des Hispanismus in den Vereinigten Staaten im 19. Jh.“ und „Manuskriptkultur und Textgeschichte im kolonialen Lateinamerika“.
Rolena Adorno hat sich vor allem mit der Herausgabe, Kommentierung und historischen Einordnung der frühen Chroniken des Andenraums beschäftigt (Waman Puma de Ayala, Martín de Murúa, Álvar Núñez Cabeza de Vaca u. a.) und auf diesem Gebiet bahnbrechend gewirkt. Es gelang ihr, die Entstehung und den Werdegang dieser Schriften unter den Bedingungen der damaligen Zeit (Conquista, Inquisition, Zensur) überzeugend zu rekonstruieren, zu erläutern und einem breiteren Publikum verständlich zu machen – bei einem so spröden und weit abgelegenen Stoff kein leichtes Unterfangen.

## Wirkung
Mit ihrem bisherigen Lebenswerk ist es ihr gelungen, das lange Zeit vernachlässigte Feld der Südamerika-Studien neu zu beleben; der spanisch-einheimischen Chronik-Literatur des südlichen Amerika verschaffte sie nicht nur in den USA und in Lateinamerika Gehör, vor allem in den Andenstaaten, sondern auch in Europa (Skandinavien, Spanien, Portugal). Ihre scharfsinnige Textkritik, ihre hervorragenden Sprachkenntnisse sowie ein fundiertes historisches Wissen ermöglichten es ihr, ein neues Fenster zur kolonialen Epoche sowie zum Verständnis des heutigen Lateinamerika aufzustoßen.
Als akademische Lehrerin regt sie zahlreiche Studenten, vor allem auch aus dem andinen Raum, dazu an, sich näher mit dem reichen vor- und nachkolonialen Erbe der Region zu befassen und sich vor allem konkreter als bisher mit den Wurzeln der eigenen Vergangenheit auseinanderzusetzen. Für die verschiedenen Bewohner dieses scheinbar geschichtsarmen Raums, der so krasse historische Brüche aufweist, eröffnen ihre Studien den Blick auf eine neue, eigene persönliche und kulturelle Identität, die in diesem Raum durchaus sinnstiftend wirken kann.
Rolena Adorno war bis zu dessen Tod mit dem Mathematiker David S. Adorno (1927–2003) verheiratet; sie hat vier Töchter.

## Auszeichnungen
Neben zahlreichen akademischen Auszeichnungen und Mitgliedschaften wurde sie 2009 von Präsident Barack Obama in den National Council on the Humanities berufen.

## Werke
- The Polemics of Possession in Spanish American Narrative. New Haven. London : Yale University Press 2007.